# Old Trafford Cricket Ground
L'Old Trafford Cricket Ground, conosciuto per diritto di denominazione come Emirates Old Trafford, è uno stadio di cricket situato a Manchester.
Venne inaugurato nel 1857 come casa del Manchester Cricket Club. Il Lancashire County Cricket Club ne è proprietario dal 1864.
È uno degli stadi di cricket più antichi e rinomati del mondo e, nel 1884, ha ospitato la prima edizione del The Ashes.